# Người Kipchak

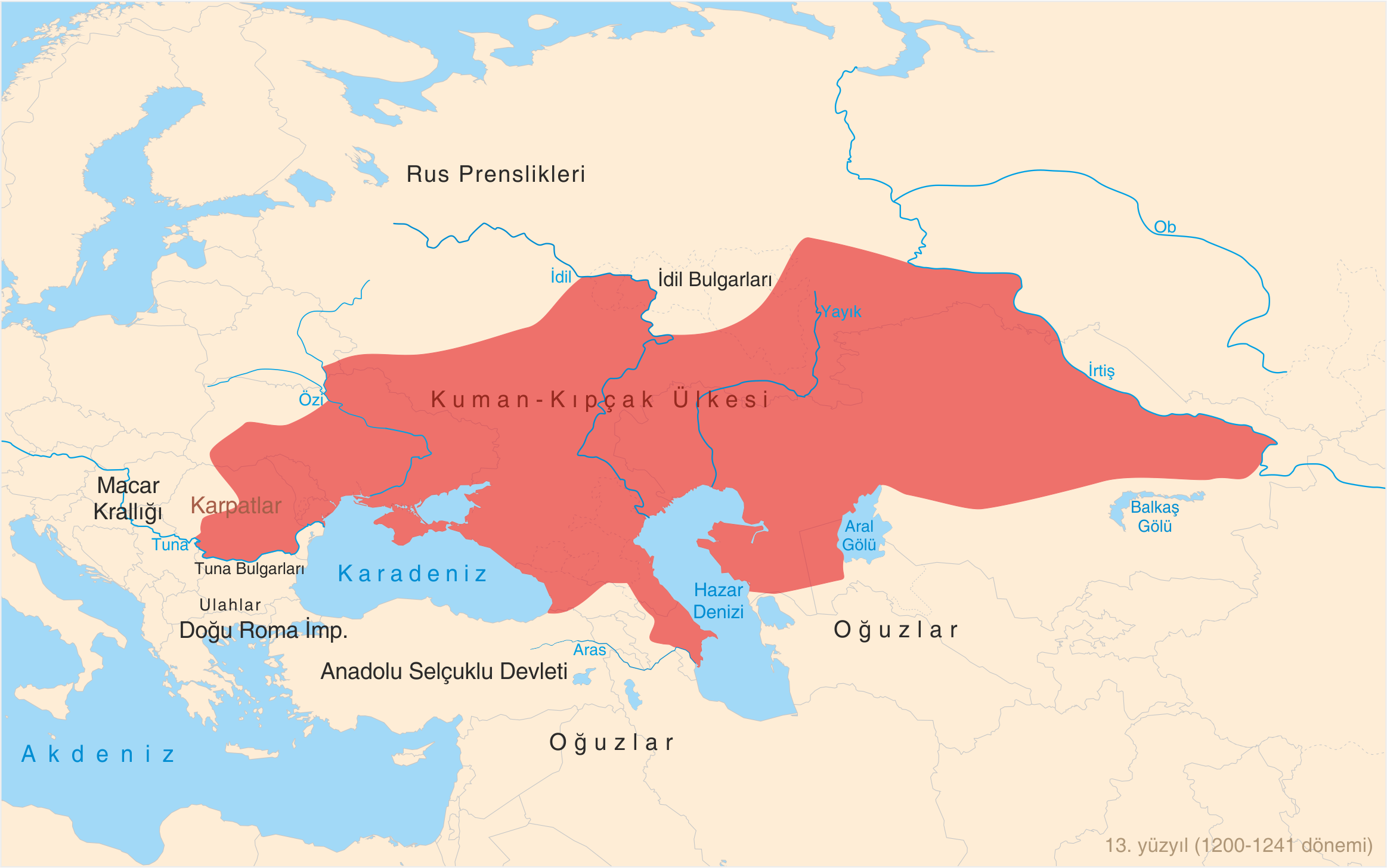
Bản đồ Nhà nước Cuman-Kipchack

Người Kipchak hay Qipchak, còn được gọi là người Turk Kipchak hoặc người Polovtsia, là một dân tộc và liên minh du mục người Turk tồn tại từ thời Trung cổ, sinh sống ở các vùng của thảo nguyên Á-Âu. Được đề cập lần đầu tiên vào thế kỷ thứ VIII với tư cách là một phần của Hãn quốc Hậu Đột Quyết, rất có thể họ sinh sống ở vùng Núi Altai, từ đó họ mở rộng lãnh thổ trong các thế kỷ tiếp theo, đầu tiên là một phần của Hãn quốc Kimek và sau đó là một phần của liên minh với người Cuman. Có những nhóm người Kipchak ở thảo nguyên Pontic–Caspi, Trung Quốc, Syr Darya và Siberia. Liên minh Cuman–Kipchak bị người Mông Cổ chinh phục vào đầu thế kỷ XIII.